# Grand Theft Auto V
Grand Theft Auto V (kurz GTA V) ist ein Open-World-Computerspiel, das vom schottischen Studio Rockstar North entwickelt wurde. Die weltweite Veröffentlichung durch Rockstar Games für PlayStation 3 und Xbox 360 fand am 17. September 2013 statt. Es ist der insgesamt fünfzehnte Teil der Videospielserie Grand Theft Auto (GTA) und der fünfte Hauptteil nach Grand Theft Auto IV. GTA V spielt in der fiktiven Stadt Los Santos, die Los Angeles zitiert und parodiert. Los Santos liegt im fiktiven Bundesstaat San Andreas, der Südkalifornien ähnelt und zuvor bereits Schauplatz des fünften Grand-Theft-Auto-Spiels Grand Theft Auto: San Andreas war. Erstmals in der Seriengeschichte steuert der Spieler drei unterschiedliche Protagonisten.
Etwa zwei Wochen nach Verkaufsstart schaltete Rockstar Games die Mehrspieler-Komponente Grand Theft Auto Online via Update frei, in der bis zu 16 Spieler miteinander spielen können. Mit den 2014 erschienenen Portierungen für Xbox One und PlayStation 4 wurde diese Grenze auf 30 erweitert. 2015 wurde das Spiel für Microsoft Windows veröffentlicht, Fassungen für Xbox Series und PlayStation 5 folgten 2022.
GTA V erhielt durchgehend sehr positive Bewertungen sowie zahlreiche Auszeichnungen und brach mehrere Rekorde der Videospielgeschichte: Es erzielte innerhalb von nur drei Tagen einen Umsatz von mehr als einer Milliarde US-Dollar und überbot damit Call of Duty: Black Ops II, das in dieser Zeit nur etwa die Hälfte einbrachte. Bis Mai 2024 konnten über 200 Millionen Einheiten von GTA V verkauft werden, womit es nach Minecraft das bisher zweitmeistverkaufte Computerspiel ist. Mit einem Umsatz von über 6 Milliarden US-Dollar ist es außerdem das bisher umsatzstärkste audiovisuelle Unterhaltungsprodukt.
Im Februar 2022 bestätigte Rockstar Games, dass sich der Nachfolger Grand Theft Auto VI in Entwicklung befindet.

## Handlung
Grand Theft Auto V spielt in der fiktiven Stadt Los Santos, die Los Angeles parodiert und sich im fiktiven US-Bundesstaat San Andreas befindet, der Südkalifornien ähnelt und zuvor bereits Schauplatz des fünften Grand-Theft-Auto-Spiels Grand Theft Auto: San Andreas war. Alle Schauplätze sind an reale Orte der US-Westküste angelehnt; reale US-Behörden werden nur in fiktiver Form mit veränderten Namen dargestellt.
Im Jahr 2004 rauben Michael Townley (gespielt von Ned Luke) und Trevor Philips (gespielt von Steven Ogg) zusammen mit ihrem Komplizen Bradley „Brad“ Snyder eine Bank in Ludendorff im fiktiven US-Bundesstaat North Yankton aus. Michael, der ein großer Fan von Spielfilmen ist und Zitate diverser Filmhelden liebt, wird während des Überfalls von einem Wachmann demaskiert und kontert mit einem Zitat aus einem im Spiel vorkommenden Film: „Du vergisst jeden Tag tausend Dinge. Also vergisst du das hier auch gleich wieder, klar?“ Trevor hört dieses Zitat und kann Michael aus der Gewalt des Wachmanns befreien. Auf der Flucht werden Brad und scheinbar auch Michael getötet, während Trevor flüchtet.
Die Geschichte setzt sich neun Jahre später im Jahr 2013 fort. Michael, der den damaligen Schusswechsel mit der Polizei tatsächlich überlebt hat, lebt mit seiner Familie unter einer geheimen Vereinbarung mit dem FIB-Agenten Dave Norton und dem Namen de Santa in wohlhabenden Verhältnissen in Los Santos, San Andreas. Franklin Clinton (gespielt von Shawn Fonteno), ein mittelloser, junger Afroamerikaner aus einem heruntergekommenen Viertel der Stadt, arbeitet mit seinem besten Freund Lamar Davis für den zwielichtigen Autohändler Simeon Yetarian. Für diesen sollen sie wegen nicht bezahlter Raten das Auto von Michaels Sohn Jimmy zurückbeschaffen. Doch beim Diebstahl des Wagens versteckt sich Michael auf dem Rücksitz, bedroht Franklin mit einer Waffe und zwingt ihn dazu, mit dem Wagen durch das Schaufenster des Autohauses zu rasen. Franklin wird deshalb gefeuert, freundet sich aber mit Michael an. Als dieser seine Frau Amanda in flagranti mit ihrem Tennislehrer erwischt, verfolgt er ihn zusammen mit Franklin bis hin zu dessen vermeintlicher Villa, die sie schließlich zerstören. Doch das Gebäude gehört dem mexikanischen Drogenbaron Martin Madrazo, der Michael bedroht und nun Schadensersatz fordert. Um das Geld für die Reparatur aufzubringen, sieht sich Michael gezwungen, erneut eine kriminelle Laufbahn einzuschlagen. Mit Hilfe seines alten Komplizen und Freundes, Lester Crest, der inzwischen ebenfalls in Los Santos lebt, beschließen die beiden, einen Juwelier auszuräumen. Der Raub gelingt und bringt genug Geld ein, um die Schulden bei Madrazo zu begleichen. Trevor, der inzwischen in einem Wohnwagen in Sandy Shores, einem heruntergekommenen Ort in der Wüste der nördlich von Los Santos gelegenen Region Blaine County lebt, erfährt durch die Berichterstattung in den Medien von dem Raub und erkennt durch die Schilderung eines Zeugen, zu welchem Michael jenes Filmzitat von vor neun Jahren aus Ludendorff sagt, dass hinter dem Raub sein früherer Komplize steckt, den er bis dahin für tot gehalten hat. Nachdem er Michael, an dem er sich zunächst rächen will, in Los Santos ausfindig gemacht hat, schließt er sich doch wieder mit diesem zusammen.
Das Alltagsleben der Protagonisten beginnt außer Kontrolle zu geraten. Michaels Familie verlässt ihn für längere Zeit. Franklin missfällt die Beeinflussung Lamars durch Harold „Stretch“ Joseph, einen Gangster, der heimlich zu einer verfeindeten Gang übergelaufen ist. Trevors Bemühungen, den Methamphetamin- und Waffenmarkt in Blaine County zu beherrschen, veranlassen ihn zu Kämpfen gegen rivalisierende kriminelle Organisationen.
Einige Zeit später wird Michael von den korrupten FIB-Agenten Dave Norton und Steve Haines dazu gezwungen, Gelegenheitsjobs mit Franklin und Trevor durchzuführen, um deren Konkurrenzbehörde, die IAA, auszuschalten, so etwa mit einem Überfall auf einen Geldtransporter der IAA. Das FIB zwingt das Trio auch zur Luftbefreiung und anschließender Folterung eines Zeugen, um den Aufenthaltsort eines Terrorverdächtigen zu erfahren. Nebenbei führen die drei Protagonisten noch einen Überfall in eigener Sache durch, bei der sie eine streng bewachte Nuklearwaffe (entweder, indem man einen Militärhubschrauber klaut, oder einen Frontalangriff macht) aus den Händen der im Lauf der Handlung immer wieder beraubten Privatarmee Merryweather stehlen, die sie aber auf Druck der Behörden wieder abgeben müssen. Als Trevor und Michael einen Job für Madrazo absolvieren, verliebt sich Trevor in seine Frau Patricia und entführt sie. Trevor und Michael müssen aus Angst vor der Rache des Verbrechers aus Los Santos flüchten und führen während dieses Exils weitere schwere Überfälle aus, u. a. einen Überfall auf die Bank in Paleto Bay. Michael, der möglichst schnell zurück in ein geregeltes Leben mit seiner Familie finden will und zudem seinen Traum umsetzen möchte, an der Produktion eines Vinewood-Films beteiligt zu sein, überredet Trevor, Madrazos Frau (die unter dem Stockholm-Syndrom leidet) zu ihrem Mann zurückzubringen, um von diesem nicht länger gejagt zu werden. Als Gegenleistung verspricht er ihm den Coup, von dem die Verbrecher ihr Leben lang geträumt haben: Den Diebstahl der Goldbarren in der Union Depository.
Trevor findet allerdings heraus, dass Brad, der damalige Komplize des Überfalls in North Yankton, auf der Flucht getötet worden ist und nicht, wie er zuvor dachte, im Gefängnis sitzt. Er fühlt sich von Michael, der ihm den Tod des früheren Freundes verschwiegen hat, hintergangen und lässt diesen bei einer Schießerei gegen die Triaden allein. Michael wird von den Chinesen verschleppt und landet in Los Santos im Schlachthaus, wo er aber vor seiner Ermordung von Franklin gerettet werden kann. Ohne Trevor absolviert die Gruppe einen weiteren großen Überfall für das FIB, entweder, indem man das Gebäude in Brand setzt und als Feuerwehrmänner verkleidet ins Gebäude geht, oder über das Dach einen frontalen Angriff macht. Doch anstatt ihn wie versprochen in Ruhe zu lassen, locken Norton und Haines Michael in eine Falle, die jedoch außer Kontrolle gerät, als verschiedene Regierungsorganisationen und die Merryweather-Söldner auftauchen. Schließlich rettet Trevor Michael in dem Feuergefecht das Leben und besteht nun auf der gemeinsamen Durchführung des geplanten Raubzugs.
Nach intensiver Planung und Vorbereitung sowie der Hilfe von Lester gelingt der Überfall und das Gold soll unter der Crew aufgeteilt werden. Doch der Milliardär Devin Weston versucht Franklin zu überreden, Michael zu töten. Allerdings bekommt dieser schon vorher vom FIB die Aufgabe, Trevor zu töten. An dieser Stelle muss der Spieler entscheiden, welches von drei alternativen Enden er wählt. Die Entscheidung kann nicht für zum Beispiel einen Speichervorgang aufgeschoben werden und ist nach einem Telefonanruf verbindlich.
- Wenn man sich dafür entscheidet, Trevor zu töten, ergreift dieser nach einem Gespräch die Flucht und es kommt zur Verfolgung über einen Highway, bis Trevor auf einem Ölfeld in einen Tank rast und am Boden liegend und fluchend entweder von Franklin oder (wenn man zögert) von Michael in Brand gesetzt wird. Die beiden Überlebenden gehen getrennte Wege. Beide erhalten die Hälfte von Trevors Anteil aus dem Überfall. Michael scheint nun in einer intakten Familie zu leben.
- Falls man in Westons Auftrag Michael töten will, versagt Trevor Franklin die Unterstützung bei diesem Verrat. Michael und Franklin verabreden sich in der Wüste, doch als Michael die Gefahr erkennt, flieht er und Franklin verfolgt ihn in ein Industriegebiet, wo die Jagd zu Fuß und unter Beschuss weitergeht, bis es zu einem Kampf auf der Plattform eines Schlotes kommt, bei dem Michael über die Brüstung fällt und nur von Franklin gehalten wird. Man kann ihn hier entweder fallen lassen oder retten. In letzterem Fall gibt Michael Franklin aber vor der Rettung einen Kopfstoß und stürzt so aus eigenem Verschulden in den Tod. Der geschockte Franklin ruft seinen alten Freund Lamar an, woraus zu schließen ist, dass er wieder in sein altes Gangster-Leben zurückkehren will. Michaels Millionen aus dem Überfall gehen an seine Familie.
- Die dritte Variante wird als „Todeswunsch“ bezeichnet, steht aber nicht für einen Selbstmord Franklins, sondern die Möglichkeit, das Spiel mit allen drei Protagonisten zu beenden. Dafür lockt das Trio die Verantwortlichen von FIB und Merryweather in eine alte Eisengießerei, in der es zu einer großflächigen Schießerei kommt. Danach trennen sich die drei, um die Köpfe der einzelnen feindlichen Organisationen überall in der Stadt aufzuspüren und zu exekutieren. Trevor erschießt Steve Haines bei Dreharbeiten im Riesenrad auf dem Del Perro Pier, Franklin tötet den Kopf der Triaden bei einem Drive-By und Michael tötet Franklins verräterischen Ex-Gefährten „Stretch“. Anschließend entführt Trevor Devin Weston, der die Gruppe bei einem Autodeal betrogen hatte und außerdem Michaels Familie angreifen ließ, aus dessen Villa und fährt mit ihm im Kofferraum zu einer Steilküste. Dort treffen sich Michael, Trevor und Franklin in der Abendsonne ein letztes Mal und schieben das Auto mit dem Milliardär gemeinsam über die Klippe und die Protagonisten wollen von nun an ein normales Leben führen. Daraufhin geht jeder wieder seine eigenen Wege. Dave Norton wurde als einziger FIB-Agent von der Rache verschont und scheint Michael von nun an in Ruhe zu lassen.

Wenn man sich für eine der ersten beiden Varianten entscheidet, ist es nicht mehr möglich, den toten Charakter anzuwählen. Somit sind auch persönliche Missionen nicht mehr spielbar. Abhängig von der Entscheidung zeigen die befreundeten Charaktere nach dem Abspann unterschiedliche Reaktionen auf das Verhalten.

### Spielwelt
Die Spielwelt von GTA V ist San Andreas, ein fiktiver US-Bundesstaat, der Südkalifornien stark ähnelt. San Andreas war mit über 75 Quadratkilometern die bis dato mit Abstand größte und detailreichste Spielwelt von allen Rockstar-Games-Spielen und übertrifft die Größe von GTA IV, Red Dead Redemption und GTA: San Andreas zusammen. Zum zweiten Mal in der Spielreihe ist die Spielwelt von Anfang an vollständig erkundbar, kann aber auf der Karte noch nicht vollständig angesehen werden.
San Andreas verfügt über eine abwechslungsreiche Geographie: Es gibt Küsten, eine Wüste, Berglandschaften, Wälder und verschiedene Gewässer, darunter Flüsse, Seen und der Ozean, wobei Letztere über eine erkundbare Unterwasserwelt verfügen. Die Spielwelt wird von einer vielfältigen Flora und Fauna belebt. Es kann dem Spieler passieren, dass er von einem gefährlichen Tier angegriffen wird, z. B. in einem Nationalpark von einem Puma oder im Meer von einem Weißen Hai. Der Spieler kann auch durch die Einnahme toxischer Pflanzen einen Rausch erleben. Der Luftraum ist wie in den vorherigen Teilen erkundbar, jedoch deutlich größer und höher.
Die einzige Großstadt in San Andreas ist die 18 Quadratkilometer große Metropole Los Santos, welche Los Angeles nachempfunden ist. Bemerkbar macht sich dies an vielen Nachempfindungen wie dem Santa Monica Pier, US Bank Tower oder dem Hollywood Sign. Los Santos ist auch für seine Vielfältigkeit bekannt, denn es gibt verschiedene Gebiete wie Downtown, Vespucci und die Vinewood Hills.
Neben Los Santos gibt es vereinzelt Kleinstädte im ländlich geprägten Blaine County, einem Bezirk in San Andreas, der an verschiedene Regionen Südkaliforniens angelehnt ist. So gibt es im Spiel unter anderem eine Nachbildung des Salvation Mountain zu sehen, und die Gestaltung des Alamo Sea ist an den realen Saltonsee in Kalifornien angelehnt. Es können auch verbotene Areale, beispielsweise eine Militärbasis oder die Strafanstalt, betreten werden, sofern man eine großangelegte Polizeiverfolgung in Kauf nimmt.

## Spielprinzip und Technik
Im Spiel gibt es drei verschiedene Protagonisten: Michael, Trevor und Franklin. Sie sind Kriminelle, deren Missionen zusammenhängen. So ist der Spieler in der Lage, zwischen den Figuren zu wechseln, auch während laufender Missionen, so sich der Charakter ebenfalls im Handlungsgeschehen befindet. Falls man den Spieler wechseln will, öffnet sich ein kleines Menü, in dem man die gewünschte Figur auswählen und zeitgleich deren Fähigkeiten sehen kann. In weiterer Folge wird die Kamera herausgezoomt, sodass man die Spielwelt vor sich hat, die Kamera fokussiert dann auf die ausgewählte Figur und zoomt zu dieser, bei Charakterwechseln in einer Mission ist dies deutlich verkürzt. Auch nicht-kriminellen Aktivitäten wie Golf, Tennis oder Triathlon kann der Spieler nachgehen, wobei jeder Spielcharakter seine eigenen Hobbys besitzt. Erstmals verfügt jeder der Protagonisten über eine individuelle Spezialfähigkeit, die für eine begrenzte Zeit lang aktiviert werden kann, mit steigendem Spielfortschritt vergrößert sich die Dauer. Franklin kann seine Umgebung beim Fahren verlangsamt wahrnehmen, Michael bei Beschuss durch eine sehr schnelle Reaktion Kugeln ausweichen und Trevor durch einen Wutanfall seine körperliche Stärke vergrößern. Die verschiedenen Protagonisten haben auch jeweils unterschiedliche Stärken und Schwächen in verschiedenen Bereichen, die von der Vorgeschichte abhängig sind. Trevor war beispielsweise früher Pilot und hat somit zu Beginn des Spiels in der Kategorie Fliegen den höchsten Wert der Protagonisten.
Auch eine von GTA IV bekannte, aber veränderte Form des Mobiltelefonierens ist in GTA V möglich. Das Mobiltelefon verfügt außerdem über einen Zugang zum spieleigenen Internet und zu verschiedenen Apps. Das Internet wurde in seinen Funktionen im Vergleich zum Vorgänger erweitert, so ist beispielsweise Wertpapierhandel möglich, der teilweise durch die Handlung beeinflusst werden kann.
Zudem stehen in GTA V mehr Land-, Wasser- und Luftfahrzeuge zur Verfügung als in den Vorgängerspielen. Im Spiel sollen fast alle aus den Vorgängern bekannten Steuerungen machbar sein.

### Unterschiede zwischen den Plattformen
Die Fassungen für PC, PlayStation 5, PlayStation 4, Xbox Series und Xbox One verfügen im Vergleich zur PlayStation-3- und Xbox-360-Version u. a. über eine höhere Auflösung, eine verbesserte Grafik, eine stabilere Bildwiederholungsrate, neue Fahrzeuge und Tuningteile, eine erweiterte Tierwelt, die Möglichkeit, in die Egoperspektive zu wechseln, ein verbessertes Vegetations- und Wettersystem sowie eine höhere Verkehrsdichte. Seit dem Update 1.29 werden keine DLCs mehr für PlayStation 3 und Xbox 360 veröffentlicht.
Die PlayStation-5- und Xbox-Series-Versionen unterstützen seit einem Update Raytracing-berechnete Reflexionen. Am 20. Februar 2025 kündigte Rockstar Games an, dass am 4. März dieses Jahres auch für den PC ein Update veröffentlicht werden wird, das die Technik verbessern soll. Es enthält u. a. mehr Fahrzeuge, kürzere Ladezeiten, Unterstützung für DLSS, verbesserte Kompatibilität mit höheren Auflösungen und Bildwiederholraten, eine höhere Soundqualität mit Dolby-Atmos-Unterstützung und ebenso wie die PS5- und Xbox-Series-Versionen nun optional mittels Raytracing berechnete Reflexionen. Am 17. Juni 2025 erschien ein weiteres Update für die PC-Version, das optional hochauflösendere Raytracing-Reflexionen sowie einen zweiten Bounce für Raytracing Global Illumination bereitstellt.

## Entwicklung
Ende November 2009 gab Produzent Dan Houser in einem Interview mit der Times bekannt, ein 1000 Seiten umfassendes Skript zu GTA V zu schreiben.
Am 25. Oktober 2011 wurde GTA V schließlich offiziell angekündigt, u. a. mit der Enthüllung des offiziellen Logos und der Ankündigung des ersten Trailers für den 2. November. Bewusst wurde entschieden, das Spiel für PlayStation 3 und Xbox 360 zu veröffentlichen, obwohl die Nachfolgemodelle PlayStation 4 und Xbox One kurze Zeit später erscheinen sollten. Houser äußerte dazu, dass die Spiele, die am Schluss einer Generation veröffentlicht werden, die Besten seien. Eine PC-Version hingegen wurde, trotz hartnäckiger Gerüchte, nicht angekündigt. Im Oktober 2012 gab Rockstar-Games-Mutterkonzern Take Two mit dem Frühjahr 2013 erstmals einen Veröffentlichungstermin an, der jedoch bereits im November auf den 17. September 2013 verschoben wurde.
Laut Eigenangaben von Rockstar Games handele es sich bei GTA V um das bis dahin größte hergestellte Spiel. Nach Angaben der schottischen Zeitung The Scotsman vom September 2013 soll die Entwicklung des Spiels insgesamt 170 Millionen Pfund Sterling (197,4 Millionen Euro; 185,9 Millionen Schweizer Franken) gekostet haben. Die Veröffentlichung wurde von einer umfangreichen Marketingkampagne begleitet, zu der auch die Schaltung von Werbetrailern im Fernsehen zählte.
Die Unterhaltungssoftware Selbstkontrolle gab im August 2013 bekannt, dass das Spiel ungeschnitten und ab 18 Jahren in Deutschland veröffentlicht werden darf.
Bereits mit der Veröffentlichung von GTA V stand eine sogenannte Begleit-App für iOS-Geräte zur Verfügung. Eine Version für Smartphones mit Android-Betriebssystem folgte Ende Oktober 2013, im November 2013 erschien die App auch für die Windows-Phone-Plattform.
Im Juni 2014 kündigte Rockstar Games technisch und visuell überarbeitete Versionen für Microsoft Windows, Xbox One und PlayStation 4 an.
Am 12. September 2014 gab Rockstar Games offiziell bekannt, dass die PlayStation-4- und Xbox-One-Version am 18. November und die PC-Version am 27. Januar 2015 erscheinen solle. Die Veröffentlichung der Windows-Version wurde jedoch zwei Wochen vor dem ursprünglich angekündigten Datum auf den 24. März verschoben, was mit einer verlängerten Testzeit begründet wurde. Am 24. Februar gab Rockstar Games bekannt, dass die Windows-Version um weitere drei Wochen auf den 14. April verschoben werde, mit der Begründung, man wolle ein möglichst fehlerfreies Produkt abliefern und benötige dazu mehr Zeit.

### Modifikationen und Cheating
Kurz nach der Veröffentlichung der PC-Version von Grand Theft Auto V wurden bereits von der Spielergemeinschaft Mods veröffentlicht. Diese erweitern den Einzelspielermodus überwiegend um neue kleinere Spielelemente, neue Objekte und optische Änderungen. Rockstar Games erlaubte Mods im Einzelspielermodus, verbietet aber Mods in Grand Theft Auto: Online, die zum Cheaten benutzt werden können. Anfangs sprach Rockstar Games sich aber allgemein gegen das Modding aus. Es beschwerten sich einige Spieler wegen Einzelspieler- und optischen Mods in GTA Online gebannt worden zu sein. Rockstar Games sagte allerdings, dass dies nicht stimme, Mods aber zu technischen Problemen bei neuen Updates für GTA Online führen können, da Rockstar nicht für die Mods entwickelt. Jedoch hat GTA Online auch mit vielen Hackern und Cheatern zu kämpfen, die gegen die Regeln des Dienstes verstoßen, um sich einen Vorteil im Spiel zu verschaffen oder Spieler angreifen. Auch ist es Hackern bereits gelungen, Spieler im Einzelspielermodus zu töten. Diese Lücke wurde allerdings von Rockstar Games schnell gefixt. Gegen die Cheatsoftware Infamous forderten Rockstar Games und 2K erfolgreich eine polizeiliche Durchsuchung und Beschlagnahmung an. Ebenfalls ging Rockstar Games im Jahr 2017 aus lizenzrechtlichen Gründen gegen das Modding-Tool OpenIV, das es ermöglichte auf der Karte Liberty City aus GTA 4 zu spielen, mit einer Abmahnung vor, so dass die Liberty-City-Mod eingestellt wurde und das Tool weiter lief. Die Reaktion sorgte bei Spielern für Ärger und führte zu schlechten Steam-Nutzerbewertungen (Peak bei 87 % negativen Bewertungen).
Eine bekannte Mod ist GTA 5 Redux, die die Grafik im Spiel verbessert. Viele Mods für das Spiel sind Fun-Mods, die Inhalte aus der Popkultur oder lustige Gameplay-Mechanismen einführen.
Die Entwickler der Mehrspieler-Modifikationen GTA:MP (mittlerweile RAGE:MP) und FiveM, die seit 2015 die Spieler über die Entwicklungen informierten, wurde von 2K aufgefordert die Entwicklung einzustellen, da sie gegen die Richtlinien verstoßen und in Konkurrenz zu GTA Online stehen. Nachdem eine gestartete Online-Petition keine Auswirkungen bei 2K gezeigt hatte, wurde die Entwicklung vorübergehend eingestellt. Gleichwohl werden die Mehrspieler-Mods seit 2017 fortgesetzt und verbessert und erweitern das Spiel überwiegend um Rollenspiel-Aspekte, die dem Spiel mehr Realismus, Kreativität und soziale Interaktion geben. So kann der Spieler z. B. Jobs annehmen, Waren kaufen und verkaufen, sich in illegale Geschäfte verwickeln und Gangs beitreten, Unternehmen führen oder Gegenstände durch Crafting herstellen. Ähnlich wie in Altis Life aus ArmA 3 wird mittels eines Sprachchat kommuniziert. DerStandard bezeichnet die Mod-Server daher auch als modernes Second Life. Besonders beliebt sind Rollenspiel-Server auf der Livestream-Plattform Twitch. Die GameStar sieht den Reality-Seifenoper-Charakter der Streams als Grund für den Erfolg auf Twitch.

## Rezeption
Von der Fachpresse wurde Grand Theft Auto V zur Herausgabe hin euphorisch aufgenommen und erhielt durchgehend positive Wertungen. Der Metascore beträgt bei 50 Tests 97 (PlayStation 3 und Xbox 360) von 100 möglichen Punkten, die Website GameRankings berechnet für Grand Theft Auto V eine Durchschnittswertung von 97,01 % (PlayStation 3) bzw. 96,10 % (Xbox 360). Zahlreiche Magazine wie Edge, VideoGamer.com, Eurogamer oder IGN vergaben die Höchstwertung. Die deutschsprachige Zeitschrift GamePro bewertete das Spiel mit 97 % und bezeichnet Grand Theft Auto V als „Das beste Videospiel aller Zeiten“. Computer Bild Spiele vergab die Endnote Sehr gut (1,18).

### Kontroversen
Für Kontroversen sorgte eine Folterszene innerhalb des Spiels. Als Trevor Philips muss der Spieler in einer Szene für den fiktiven Geheimdienst FIB einen unschuldigen Gefangenen durch Foltermethoden verhören. Dazu zählen das Zerschlagen der Kniescheibe mit einer Rohrzange, Elektroschocks, Zähne ziehen und Waterboarding. Die Folterung erfordert direkte Steuerungsbefehle vom Spieler, die Szene ist außerdem zum Weiterkommen im Spiel notwendig und kann nicht übersprungen werden. Der gesamte Abschnitt dauert rund zehn Minuten. Dies rief Proteste unter anderem durch die Organisation Freedom from Torture (deutsch: Freiheit von der Folter) hervor, die dem Entwickler vorwarfen, das reale Problem der Folterung zu verharmlosen. Der britische Lehrerverband Association of Teachers and Lecturers warnte davor, dass Kinder diese Szene nicht ausreichend einordnen könnten. Andere Journalisten führten dagegen an, dass das Spiel die Folter nicht verharmlose und anders als in Fernsehserien wie 24 nicht als notwendige Lösung präsentiere. Tatsächlich brächte sie keinerlei Spielvorteile, was anschließend auch durch die Spielerfigur entsprechend kommentiert werde: „Folter ist nur für den, der foltert. Nur für ihn ist es eine gute Zeit. Es ist nutzlos als Mittel der Informationsbeschaffung.“ Die Folterszene sei daher zwar zynisch, aber letztlich Teil der Satire und der im Spiel vermittelten Gesellschaftskritik. Carsten Görig vom Spiegel vermutete dahinter zudem eine geplante Kontroverse. Gemäß der Süddeutschen Zeitung sei die kurze moralische Aufarbeitung in einer anschließenden Autofahrt für viele jedoch immer noch zu lapidar und für Menschenrechtsorganisationen daher eine Beleidigung ihres Kampfes gegen die Folter.
In ihrem Zeit-Artikel Not am Mann: Das geschwächte Geschlecht beschrieben die Autorinnen Elisabeth Raether und Tanja Stelzer Computerspiele als das männliche Gegenstück zu den Soap Operas der Frauen. Dabei hoben sie Grand Theft Auto V hervor und bezeichneten das Spiel, das überwiegend von männlichen Konsumenten gekauft werde, als „Männerkitsch“, „Realitätsflucht“ und „die Möglichkeit, abzutauchen in eine schöne Welt ohne fremde Erwartungen“.
Eine Petition aus Australien erhob im Dezember 2014 den Vorwurf, Spieler würden „zu sexueller Gewalt und zur Ermordung von Frauen“ angeregt werden. Daraufhin wurde das Spiel von verschiedenen Handelsketten dort und in Neuseeland aus dem Verkauf genommen.
Der US-amerikanische Rapper Daz Dillinger klagte im Oktober 2013 gegen das Spiel, da nach seiner Darstellung seine beiden Songs C-Walk und Nothin’ But the Cavi Hit unerlaubt und ohne Vergütung in GTA V verwendet worden seien. Er forderte Schadensersatz oder einen Rückruf des Spiels. Auch Lindsay Lohan klagte gegen das Spiel; sie behauptete, sie sei als digitaler Charakter in dem Spiel unerlaubt porträtiert worden. Die Klage wurde allerdings abgewiesen.
Im Mai 2020 bot der Epic Games Store GTA V für ein paar Tage gratis an. Dadurch gab es viele sogenannte „Modder“ oder auch „Cheater“, die sich immer wieder neue Accounts anlegten und in der GTA-Online-Lobby verschiedene Objekte erzeugten. Da auch ein Bann umgangen werden konnte, indem man sich einen neuen (kostenlosen) Account erstellte, konnte GTA V mehrere Tage nicht aktiv genug bannen, wodurch die Server an ihre Grenzen kamen und das Spiel für manche Spieler unspielbar wurde.
Nachdem sich im Zuge der COVID-19-Pandemie in den Vereinigten Staaten 2020 die Fälle von Carjacking in Chicago stark gehäuft hatten, wollten amerikanische Lokalpolitiker das Spiel GTA V verbieten lassen, weil es als Ideengeber für junge Menschen zur Ausbreitung der Überfälle beigetragen haben könnte.

### Finanzieller Erfolg

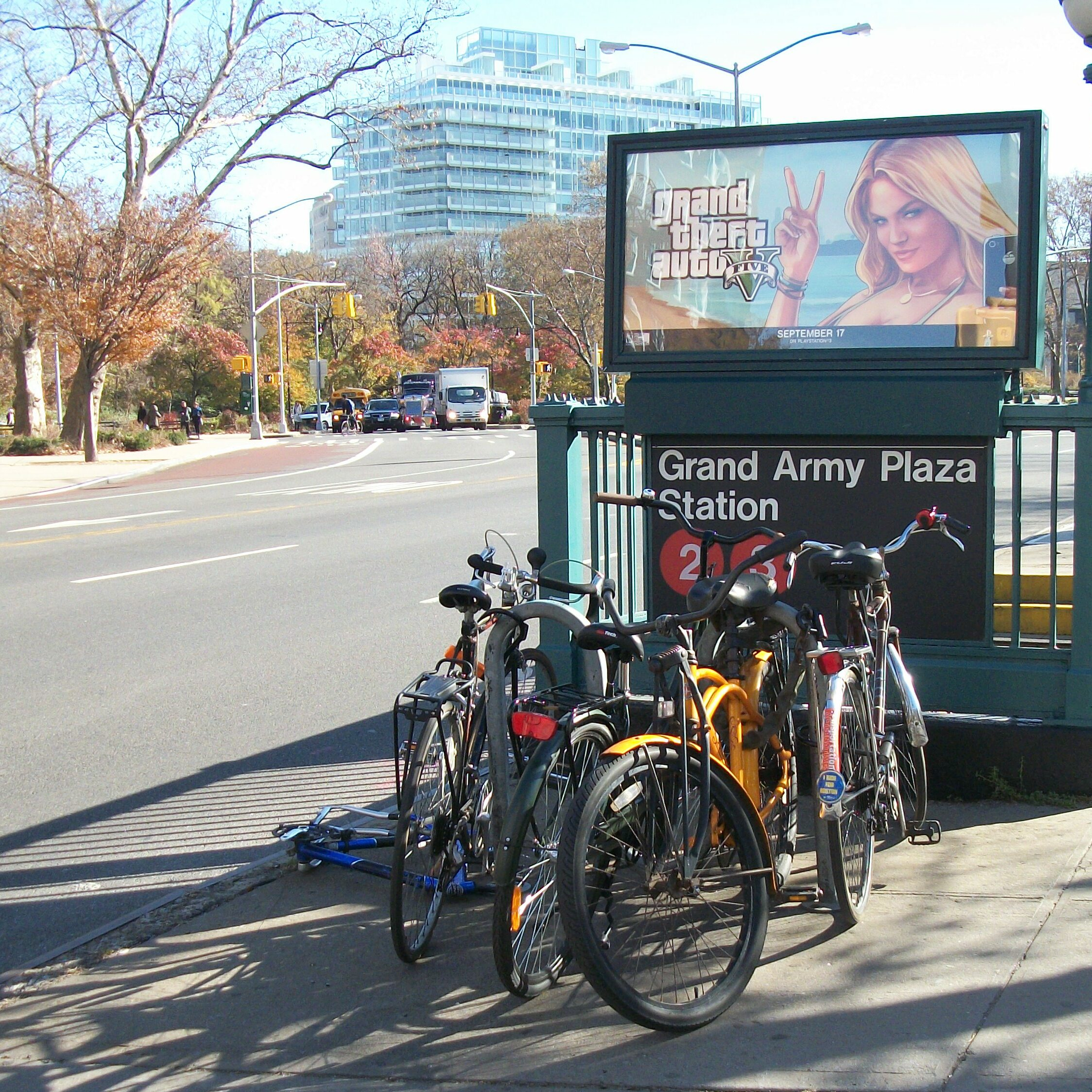
Werbung für GTA V in New York City (2013)

#### Umsatz
Bereits am Tag der Veröffentlichung verzeichnete das Spiel einen Umsatz von 800 Millionen US-Dollar (684,3 Millionen Euro) und stellte damit einen neuen Rekord auf. Bisheriger Rekordhalter war Call of Duty: Black Ops II (2012) mit 500 Millionen Dollar in den ersten 24 Stunden.
Nach drei Verkaufstagen generierte das Spiel bereits über eine Milliarde Dollar Umsatz, was keinem anderen Videospiel oder Film zuvor gelungen war (Call of Duty: Black Ops II schaffte dies erst nach 15 Tagen). Dabei sollen nach Analystenmeinung über 15 Millionen Exemplare von GTA V verkauft worden sein.
Mit über 6 Milliarden US-Dollar Umsatz ist GTA V das audiovisuelle Unterhaltungsprodukt mit dem größten Umsatz. Der zu diesem Zeitpunkt umsatzstärkste Film, Avatar – Aufbruch nach Pandora, hat hingegen nur 2,8 Milliarden US-Dollar eingebracht.

#### Verkaufszahlen
Am 30. Oktober 2013 gab Rockstar Games an, dass sich GTA V über 29 Millionen Mal verkauft und somit die Verkaufszahlen seines Vorgängers GTA IV übertroffen habe, das sich bis dahin rund 25 Millionen Mal verkaufen konnte. Bis August 2014 wurden insgesamt 34 Millionen Exemplare des Actionspiels für die Xbox 360 und PlayStation 3 verkauft. In Deutschland wurde Grand Theft Auto V insgesamt 1,5 Millionen Mal verkauft. Im Februar 2015 gab Take-Two bekannt, mehr als 45 Millionen Exemplare des Spiels verkauft zu haben und im Mai gaben sie bekannt, fast 52 Millionen Exemplare verkauft zu haben. Am 18. Mai 2016 wurde im Finanzbericht von Take-Two bekanntgegeben, dass weltweit mehr als 65 Millionen Einheiten abgesetzt wurden. Im Geschäftsbericht zum zweiten Quartal (Juli bis September 2016) des laufenden Geschäftsjahres führt Take-Two Interactive GTA V aus, seit dem Verkaufsstart mehr als 70 Millionen Mal weltweit ausgeliefert zu haben. Bis Mai 2018 hat sich das Spiel über 95 Millionen Mal verkauft. Bis Mai 2019 hat sich das Spiel über 110 Millionen Mal verkauft. Die wachsenden Spielerzahlen von GTA Online sind überwiegend dem „Games as a service“-Konzept geschuldet, das das Spiel regelmäßig mit neuen Updates erweitert. So erreichte GTA V mit der Einführung neuer Update-Erweiterungen oft Spielerekorde, zuletzt mit dem Casino-DLC. Bis November 2019 hat sich das Spiel insgesamt rund 115 Millionen Mal verkauft. Bis Juni 2020 wurden 130 Millionen Kopien des Spieles verkauft. Bis Februar 2021 wurde das Spiel über 140 Millionen Mal verkauft. Bis August 2021 konnten über 150 Millionen Einheiten verkauft werden. In einem Ergebnisbericht aus November 2021 gab Take-Two an, dass das Spiel über 155 Millionen Mal verkauft werden konnte. Bis zum 31. März 2022 konnten laut einem Bericht von Take Two über 165 Millionen Einheiten von GTA V verkauft werden. Laut einem Finanzbericht von Take Two wurde GTA V bis zum 18. Mai 2023 über 180 Millionen Mal verkauft. Bis September 2023 waren es über 190 Millionen verkaufte Einheiten. In Take Twos Finanzbericht vom Mai 2024 teilte das Unternehmen mit, über 200 Millionen Einheiten verkauft zu haben.
Grand Theft Auto V ist damit Stand November 2024 nach Minecraft (300 Millionen verkaufte Exemplare) das zweitmeistverkaufte Computerspiel.

## GTA Online

GTA-Online-Logo

Es gibt mit Grand Theft Auto Online einen Mehrspieler-Modus, der von Rockstar Games als eigenständiges Spiel beworben wird, aber ausschließlich mit dem Hauptspiel erhältlich ist.
In den ersten Wochen war Grand Theft Auto Online wegen Serverproblemen kaum spielbar, weshalb nach Behebung alle Spieler als Entschädigung Spielgeld erhielten.
In diesem Modus gibt es nur eine lose Handlung, die zeitlich vor GTA V angesiedelt ist. Der Spieler übernimmt die Rolle eines Kriminellen, der sich mit illegalen Jobs über Wasser hält und dabei verschiedene Personen kennenlernt (so auch z. B. Trevor). Der Charakter spricht dabei (wie in früheren GTA-Spielen) kein Wort.
Zu Beginn erstellt man mit einem Editor seinen eigenen Charakter. Dabei hat man wie schon im Online-Modus von GTA IV die Möglichkeit, mit einem weiblichen Charakter zu spielen. Neben der Optik kann man auch noch ein paar Punkte auf Stärke, Ausdauer usw. verteilen.
Nach dem Erstellen erfolgt ein langes Intro-Video sowie ein vorgefertigtes Tutorial, das zu bewältigen ist. In diesem wird dem Spieler die Online-Welt vorgestellt, die sich in einigen Punkten von GTA V unterscheidet.
Ist das Tutorial abgeschlossen, steht einem die Online-Welt offen und es gibt keinen roten Faden mehr. Man erhält in regelmäßigen Abschnitten Missionen per SMS, die man entweder alleine oder mit mehreren Mitspielern erledigen kann. Zudem gibt es auf der ganzen Karte viele Bereiche, in denen man Rennen, Deathmatches, Last Team Standings, Fallschirmsprüngen oder auch Armdrück-Wettbewerben beitreten oder sie selber hosten kann.
Weitere Möglichkeiten sind der Besuch von „Ammu-Nation“ (zum Kaufen und Modifizieren von Waffen), der Besuch eines Kleiderladens (zum Anpassen der Kleidung), der Besuch eines kleinen Shops (um Getränke, Snacks und Zigaretten zu kaufen oder den Laden auszurauben), der Besuch einer „Los Santos Customs“-Werkstatt (um sein Fahrzeug zu modifizieren), der Besuch eines Friseursalons (zum Anpassen der Frisur, des Bartes und des Make-ups), der Besuch eines Tattoo-Shops (zum Anpassen der Tätowierungen) und der Kauf von Fahrzeugen oder Immobilien/Garagen. Diese können per Internet (im Spiel auf dem Smartphone/Laptop) gekauft werden, wobei es ein Fahrzeug (den Elegy RH8 – ein Fahrzeug auf Basis des Nissan GT-R), gratis zu bestellen gibt, sobald man Mitglied im Rockstar Social Club ist. Nach dem Festive-Surprise-Event-DLC kann man drei Immobilien besitzen. Derzeit  kann man acht Immobilien mit maximal 80 Garagenstellplätzen für eigene Fahrzeuge besitzen.
Außerdem kann man einer Crew beitreten oder selber eine auf der Homepage des Rockstar Social Clubs erstellen. Danach ist es möglich, das Crew-Logo auf den Fahrzeugen und der Kleidung zu tragen, sowie Kleidung und Fahrzeuge in der Crew-Farbe zu lackieren. Crew-Mitglieder werden zudem in der Crew-Farbe auf der Minikarte angezeigt und man hat neben dem normalen Rang nun auch einen Crew-Rang. Es ist möglich, bis zu fünf Crews beizutreten, wobei immer nur eine aktiv geschaltet ist.
Das Ziel ist es, im Rang mit Erfahrungspunkten, die man aus den genannten Aktivitäten erhält, aufzusteigen und damit Tattoos, Kleidung, Waffen und Tuningteile freizuschalten sowie damit Geld zu verdienen, das man in Immobilien, Fahrzeuge, Tattoos, Kleidung, Waffen und Munition investiert oder das man einfach im freien Modus ausgeben kann (z. B. indem man auf einen anderen Spieler ein Kopfgeld aussetzt). Die Grenze ist dabei erst bei Rang 8000 erreicht, wobei man schon mit Erreichen des Ranges 120 die letzte Belohnung (die Mini-Gun) freischaltet.
Die Fahrzeuge können mit steigendem Rang optisch immer mehr modifiziert werden. Dabei ist es egal mit welcher Fahrzeugklasse man Rennen gewinnt, die Motortuningteile werden in allen Klassen freigeschaltet.
Seit dem Release sind 35 kostenlose DLCs bzw. Updates herausgekommen. Diese beinhalten neue Fahrzeuge, die man bestellen kann, neue Waffen, neue Frisuren und Kleidungen als auch neue Jobs bzw. Missionen. Anfang März 2015 wurde das Heist DLC veröffentlicht. Durch das DLC haben Spieler Zugang zu den neuen „Heists“ bzw. Banküberfällen, unter anderem wurden zahlreiche Autos und Waffen hinzugefügt, die der Spieler nach Beenden bestimmter Heist-Missionen erwerben kann.
2016 hatte Rockstar Games bereits einen Umsatz von einer halben Milliarde Dollar mit GTA Online erzielt.
Des Weiteren ist ein ebenfalls kostenfreier Creator-Modus implementiert. In diesem Modus kann man selbst Rennen, Deathmatches und Capture-Missionen erstellen und diese dann mit der Welt teilen. Die besten werden von Rockstar verifiziert und erscheinen dann weltweit neben den originalen Rockstar-Rennen, Deathmatches und Capture-Missionen.
Durch die Einführung des Spielmodus Motor Wars im Jahr 2017 versuchte Rockstar Games an dem Battle-Royale-Hype anzuknüpfen.
Am 11. Dezember 2018 erschien das Update Arena War in GTA Online. In diesem Update gab es neue Fahrzeuge, sieben neue Spielmodi, sowie eine kaufbare Werkstatt für die Spezialfahrzeuge, welche nur für diese Spielmodi verfügbar sind. In den Modis geht es hauptsächlich um Fahrzeug, Waffen und Punktekämpfe um das Spiel zu gewinnen.
Am 15. Dezember 2020 ist die bisher umfangreichste Erweiterung namens The Cayo Perico Heist für GTA Online erschienen. In dieser Erweiterung ist ein komplett neues Gebiet enthalten, welches der Haupthandlungsort des neuen Heists ist. In diesem Heist überfällt der Spieler den Gangster-Boss El Rubio und versucht, einen Teil seines Reichtums zu stehlen.
Am 16. Juni 2021 gab Rockstar Games bekannt, dass die GTA-Online Server der Playstation 3 sowie der XBOX 360 am 16. Dezember 2021 abgeschaltet werden. Weiterhin wurde bekannt gegeben, dass ab dem 16. September 2021 die Statistikaufzeichnungen für die genannten Konsolen, welche im Social-Club einsehbar waren, ebenfalls eingestellt werden. Der Story-Modus ist auf diesen Konsolen jedoch weiter spielbar.
Am 13. Dezember 2022 erschien die Erweiterung Los Santos Drug Wars für GTA Online. In dieser Erweiterung sind sechs neue Mission erhalten in welchen der Spieler gegen die Lost-MC sowie gegen andere Gegner kämpfen muss, um sein eigenes Drogenimperium aufzubauen.

### Rezeption
GameStar lobte die spektakulär inszenierten Heist-Missionen und die zahlreichen kostenfreien DLCs. Das Server- und Lobby-System wird als unflexibel beschrieben. Zudem ist die extrem hohe Paywall zum Ende des Spiels Grund für Kritik. Technisch werden die nach zahlreichen Content-Patches weiterhin enorm langen Ladezeiten und immer wieder auftretende Verbindungsabbrüche bemängelt. GamePro bemängelte die geringe Lobbygröße von nur 16 Spielern und die Begrenzung von Missionen auf maximal vier Spieler. Im Weiteren verschwanden in der Anfangszeit Spielerprofile aufgrund von technischen Fehlern. Einige Spielmodi zeigen extrem schlechtes Spieldesign, lassen sich jedoch mit einer Daumen-hoch/runter-Funktion bewerten.

### Kritik
Das Casino-DLC wurde in 53 Ländern gesperrt, weil es nach Meinung der Regierungen Glücksspiel fördert und sich Spielchips für Echtgeld kaufen lassen. Im D-A-CH-Raum hingegen ist das DLC weiterhin erlaubt, da die Definition von Glückspiel in Computerspielen nicht hinreichend rechtlich geregelt ist bzw. dieses nicht explizit verboten wird.